# Zsuzsa Kovács (Badminton)
Zsuzsa Kovács (* 23. Oktober 1965 in Szeged) ist eine ungarische Badmintonspielerin. 

## Karriere
Zsuzsa Kovács gewann 1982 den Juniorentitel im Dameneinzel bei den nationalen ungarischen Meisterschaften. Im gleichen Jahr siegte sie auch erstmals bei den Titelkämpfen der Mannschaften mit ihrem Team Honvéd Kilián FSE. Ein weiterer Titelgewinn datiert aus dem Jahre 1990 mit dem Team von NYVSC.

## Sportliche Erfolge
| Saison | Veranstaltung                              | Disziplin   | Platz | Name              |
| ------ | ------------------------------------------ | ----------- | ----- | ----------------- |
| 1982   | Ungarn: Einzelmeisterschaften der Junioren | Dameneinzel | 1     | Zsuzsa Kovacs     |
| 1982   | Ungarn: Mannschaftsmeisterschaft           | Mannschaft  | 1     | Honvéd Kilián FSE |
| 1990   | Ungarn: Mannschaftsmeisterschaft           | Mannschaft  | 1     | NYVSC             |

## Referenzen
- Ki kicsoda a magyar sportéletben? Band 2 (I–R). Szekszárd, Babits Kiadó, 1995. ISBN 963-495-011-6

| Personendaten    | Personendaten                 |
| ---------------- | ----------------------------- |
| NAME             | Kovács, Zsuzsa                |
| KURZBESCHREIBUNG | ungarische Badmintonspielerin |
| GEBURTSDATUM     | 23. Oktober 1965              |
| GEBURTSORT       | Szeged                        |